# Vodní dílo La Barrancosa – Cóndor Cliff
La Barrancosa – Cóndor Cliff je plánovaná soustava dvou přehrad na řece Santa Cruz v provincii Santa Cruz na jihu Argentiny. Stavba začala v červnu 2015, jedna z přehrad původně měla nést jméno bývalého argentinského prezidenta Néstora Kirchnera a jejím hlavním užitkem měla být elektřina z vodní elektrárny s plánovaným celkovým výkonem šestice Francisových turbín 1 140 megawattů.
Přehradní hráz měla být 75,5 metru vysoká a 2 780 metrů dlouhá. Přehradní nádrž měla mít plochu 275 čtverečních kilometrů a zadržovat objem šest miliard metrů krychlových.
Stavební zakázku v objemu 4 miliardy USD dostalo konsorcium v čele s čínskou společností Ke-čou-pa. Zakázku konsorcium získalo spolu se zakázkou na menší přehradu Jorgeho Cepernica, která měla být níže po proudu.
Argentinský nejvyšší soud 21. prosince 2017 vyhověl návrhu ochránců přírody a nařídil pozastavení výstavby celé soustavy vodních děl.

## Pojmenování
Zákonodárný sbor provincie Santa Cruz v roce 2012 pojmenoval přehradu La Barrancosa po guvernéru provincie Jorge Cepernicovi a Cóndor Cliff po prezidentovi Néstoru Carlosi Kirchnerovi. Federální ministerstvo energetiky vydalo v listopadu 2017 dekret, kterým rozhodlo o obnově původních pojmenování, neboť změna názvu je mimo působnost provinčních orgánů.